# Никон (патриарх Московский)
Патриа́рх Ни́кон (мирское имя Ники́та Ми́нин (Минов); 7 [17] мая 1605, село Вельдеманово — 17 [27] августа 1681, Тропинская слобода, Ярославль) — московский патриарх, имевший полный официальный титул «Божиею милостию великий господин и государь, архиепископ царствующаго града Москвы и всеа великия и малыя и белыя России и всеа северныя страны и помориа и многих государств Патриарх» с 25 июля (4 августа) 1652 года по 12 (22) декабря 1666 года. Имел титул «Великого Государя».
Церковные реформы, которые он начал в 1650-х годах, были направлены на изменение существовавшей тогда в Русской Церкви обрядовой традиции в целях её унификации с современной греческой. Они вызвали раскол Русской церкви, что привело к возникновению старообрядчества. В 1666 году он был извержен из патриаршества и стал простым монахом, хотя его реформы были продолжены.

## Ранние годы
Основным источником о ранней биографии Никона является его житие, написанное иподьяконом Иваном Шушериным вскоре после смерти Никона. Шушерин в молодости попал в услужение к Никону и при нём вырос.
Будущий патриарх родился в мае 1605 года в селе Вельдеманово под Нижним Новгородом (ныне Перевозский район Нижегородской области). 24 мая мальчика крестили и назвали Никитой в честь преподобного Никиты Столпника. Его родителями были крестьяне, отец Мина и мать Мариама. В литературе укоренилось представление, что они — мордва. Впервые эту догадку высказал, не поддержав ссылками на источники, писатель Павел Мельников-Печерский в «Очерках мордвы» (1867). По свидетельству протопопа Аввакума, выросшего в той же местности, отец Никиты был черемисом, то есть марийцем, а мать — «русалкой» (русской). Сам Никон на соборе 1655 год сказал о себе: «Я русский и сын русского, но мои убеждения и моя вера — греческие». Синодики середины XVII века сообщают имена троих братьев Никиты (Симеон, Никифор и Григорий), деда по отцу Василия и деда по матери Гавриила. Мать Никиты умерла вскоре после его рождения, и заботиться о мальчике взялась некая Ксения. Вскоре отец женился во второй раз. Если верить Шушерину, мачеха со своими детьми возненавидела Никиту, морила его голодом, избивала и пыталась убить.
Отец отдал мальчика учиться грамоте и Священному Писанию. Но после возвращения домой он стал забывать грамоту, поэтому решил поселиться в каком-нибудь монастыре, чтобы продолжить учёбу. Шушерин сообщает, что Никита ушёл в Макариев-Желтоводский монастырь, где каждый день изучал Писание и проявил необыкновенный интерес к церковному пению, часто оставался ночевать в церкви под колоколом, чтобы не пропустить начало службы. Существует несколько версий того, когда Никита попал в Макариев-Желтоводскую обитель, есть сведения о его пребывании в других монастырях. Вернуться в деревню Никиту заставил его отец, который через посланного человека ложно сообщил сыну о своей или бабушкиной тяжкой болезни, по разным источникам. Вскоре отец и бабушка умерли.
Шушерин в своём рассказе опирался на воспоминания самого патриарха и лиц из его окружения. Иногда они носили откровенно легендарный характер. Например, известно предание о неком татарине или мордвине, предсказавшем Никите патриаршество. В житии митрополита Илариона говорится, что патриаршество Никите Минину, помимо мордвина, предсказывал нижегородский священник Ананий (отец митрополита Суздальского Илариона).

## До патриаршества
После смерти родителей Никон женился и принял сан священника. Около 1625 года был назначен священником одной из московских церквей, по просьбе московских купцов, узнавших о его начитанности.
Смерть детей в малолетстве привела Никиту к окончательному решению оставить мир. Он убедил жену принять монашеский постриг в московском Алексеевском монастыре, дав за неё вклад и оставив денег на содержание, а сам в возрасте 30 лет тоже принял постриг с именем Никон в Свято-Троицком Анзерском скиту Соловецкого монастыря. Через какое-то время преподобный Елеазар Анзерский, начальный старец скита, вменил в обязанность Никону совершение литургий и заведование хозяйственной частью скита. В 1639 году, вступив в конфликт с Елеазаром, Никон бежал из скита и был принят в Кожеозерский монастырь. В 1643 году был избран игуменом монастыря.
В 1646 году отправился в Москву, где явился, по тогдашнему обычаю новопоставленных игуменов, с поклоном к молодому царю Алексею Михайловичу, произвёл на него хорошее впечатление. Царь велел Никону остаться в Москве, а Патриарху Иосифу — посвятить его в архимандриты Новоспасского монастыря.
Став во главе братии Новоспасской обители, Никон вошёл в состав неформального кружка духовных и светских лиц, который профессор Н. Ф. Каптерев называет кружком «ревнителей благочестия». Главные идеологи этой группы — духовник Алексея Михайловича протопоп Благовещенского собора Стефан Вонифатьев, боярин Ф. М. Ртищев и протопоп Казанского собора Иоанн Неронов — ставили перед собою и своими сподвижниками задачу оживления религиозно-церковной жизни в Московском государстве, улучшения нравственности как населения, так и духовенства, насаждения просвещения. Вводилась забытая в Москве практика церковной проповеди с амвона, «единогласие» в богослужении (отсутствие одновременного чтения или пения нескольких частей службы), большое внимание уделялось исправлению переводов богослужебных книг.
Начал ездить к царю во дворец каждую пятницу для бесед и совета. Никон, пользуясь расположением государя, стал просить его за обиженных. Никон приобрёл славу доброго защитника, ходатая и всеобщую любовь в Москве.
11 (21) марта 1649 был возведён в сан митрополита Новгородского и Великолуцкого Патриархом Иерусалимским Паисием, бывшим тогда в Москве.
Помимо всех официальных властей, царь Алексей Михайлович возложил на Никона наблюдать не только над церковными делами, но и над мирским управлением, доносить ему обо всем и давать советы. Это приучило Никона и на будущее время заниматься мирскими делами. Подвиги нищелюбия, совершаемые митрополитом в Новгороде, увеличивали любовь и уважение к нему государя. Когда в новгородской земле начался голод, Никон отвел у себя на владычном дворе особую палату, так называемую «погребную», и приказал ежедневно кормить в ней нищих. 
В 1651 году Никон, приехавши в Москву, подал царю совет перенести мощи митрополита Филиппа из Соловецкого монастыря в Москву. 20 марта 1652 года духовный собор, в угоду царю, одобрил это благочестивое желание, а вместе с тем царь, также по совету Никона, велел перенести в Успенский собор Московского Кремля гробы патриарха Иова из Старицы и патриарха Гермогена из Чудова монастыря.

## Патриаршество
15 (25) апреля 1652 года, в Великий четверг, умер патриарх Иосиф. Есть сведения, что «ревнители благочестия» предложили сан патриарха Стефану Вонифатьеву. Однако в те годы Никон был более популярен как среди духовенства, так и при царском дворе. С. М. Соловьёв считал, что царь Алексей Михайлович лично предложил кандидатуру Никона на Патриарший престол. Более вероятной является точка зрения Н. Ф. Каптерева о том, что инициатива выдвижения Никона в патриархи, вероятно, принадлежала кружку ревнителей благочестия.
25 июля (4 августа) 1652 года Никон был торжественно возведён на престол патриархов Московских и Всероссийских. Во время интронизации Никон вынудил царя дать обещание не вмешиваться в дела Церкви. Царь и народ поклялись «послушати его во всѣм, яко начальника и пастыря и отца краснѣйшаго».

### Реформаторская деятельность
Многие годы собиравший греческие и византийские тексты и серьёзно участвовавший в обсуждениях «Кружка ревнителей благочестия» (в который входил также и протопоп Аввакум), Никон считал важным привести русские православные обряды и книги в соответствие с греческими.
Перед Великим постом 1653 года Никон предписал совершать крестное зна́мение тремя перстами, что противоречило актам Поместного Стоглавого Собора 1551 года, закрепившим двоеперстие. Далее Никон продолжил реформу, собирая соборы. Собор 1654 года положил начало делу унификации московских книг по греческим книгам, напечатанным в XVI веке на Западе. И если определения этого Собора были рассмотрены и согласованы на Константинопольском Соборе того же года под председательством Патриарха Паисия, то решение поместного Московского собора 1656 года, на котором всех, крестящихся двумя перстами, объявили еретиками и предали анафеме, противоречило ему. Поспешная анафема собора 1656 года на всех крестящихся двумя перстами, впоследствии отменённая Поместным собором РПЦ 1971 года, и стала главнейшей причиной раскола XVII века.
Провозглашенные Никоном и на Соборах принципы книжной справы на деле не выполнялись. Хотя справщики декларировали ориентацию на греч. оригиналы и древние рукописи, о чем неоднократно заявляли в предисловиях к изданиям, на деле, однако, исправление проводилось преимущественно по юго-западнорусским печатным изданиям.

### Строительство
Одним из направлений деятельности патриарха Никона было основание в России монастырей. В 1653 году на острове Валдайского озера были построены первые деревянные строения Иверского монастыря. В 1655 году был заложен каменный Успенский собор.
В 1656 году Никон добился у царя разрешения на основание на Кий-острове монастыря, известного сейчас как Онежский Крестный монастырь. Строительством первых сооружений на острове с 1656 по 1659 год руководили старцы Нифонт Теребинский и Исаия, а также стольник Василий Парамонович Поскочин — доверенные лица Никона. В том же 1656 году патриарх Никон основал Новоиерусалимский монастырь как подмосковную резиденцию патриархов. Монастырь был построен на землях села Воскресенского. По замыслу Никона, он в будущем должен был стать центром православного мира.

### Размолвка с царём
Молодой царь Алексей Михайлович почитал патриарха Никона, доверял его советам в делах государственного управления, а во время войн с Речью Посполитой (1654—1667) и длительного своего отсутствия оставлял патриарха де-факто во главе правительства. Повелением царя к титулу патриарха «Великий Господин» был добавлен царский титул «Великий Государь». Такое положение вызывало зависть и недовольство как бояр, не желавших терять возможность влиять на царя в своих интересах, так и многих духовных лиц, в частности, бывших членов кружка «ревнителей благочестия».
Патриарх Никон стремился противодействовать тому, что воспринималось им как посягательство гражданского правительства на его юрисдикцию и полномочия. Особенный протест вызвало принятие Соборного уложения 1649 года, умалявшего статус духовенства, ставившего Церковь фактически в подчинение государству. Так, доходы от эксплуатации монастырских вотчин переходили к созданному в рамках Уложения Монастырскому приказу и поступали в государственную казну; мирские суды стали рассматривать дела, относившиеся к ведению судов церковных.
Вследствие сего, а также интриг со стороны части бояр и духовенства, имевших влияние на царя и враждебно настроенных к патриарху Никону, произошло охлаждение отношений между царём и патриархом. 10 (20) июля 1658 года Никон публично и торжественно отказался от патриаршества. Уже через 2 дня — 12 июля 1658 года — бывший патриарх удалился в Воскресенский Новоиерусалимский монастырь, который (наряду с Крестным и Иверским монастырями) сам основал в 1656 году и имел в своей личной собственности.
Однако причиной размолвки патриарха с Алексеем Михайловичем, помимо шагов со стороны последнего, была философская деятельность и самого Никона. Пользовавшийся уважением царя в его ранние годы, когда тот даже называл Никона «великий государь», патриарх разработал концепцию, согласно которой выдвинул тезис «священство выше царства». «Духовная власть, как высшее начало, должна руководить светскою властью, которая, как низшая, обязана слушаться и подчиняться власти духовной, во всем сообразоваться с ее требованиями и указаниями, так как законы и правила церкви, по самому своему происхождению и всему характеру, святы, непогрешимы, неизменяемы и потому они должны быть всегда незыблемою уряжающею основою не только для церкви, но и для государства».

### Опала, суд иизвержение из священства
В 1660 году на созванном в Москве Соборе было постановлено лишить Никона архиерейства и даже священства; однако суд не состоялся, так как дело было решено передать на суд восточных патриархов, по совету архимандрита Полоцкого Богоявленского монастыря Игнатия Иевлевича.
В феврале 1666 года по грамотам царя в Москву съехались все русские архиереи и видные представители духовенства, 2 ноября в столицу прибыли патриархи Паисий Александрийский и Макарий Антиохийский.
Идеологическая база и документы соборов 1666—1667 годов, важнейшим предметом рассмотрения которых было окончательное обсуждение неприемлемых для сторонников «старой веры» «никонианских» богослужебных реформ, разрабатывались учёным монахом «латинского» толка Симеоном Полоцким, Паисием Лигаридом и архимандритом Афонского Иверского монастыря Дионисием, проживавшим в Москве с 1655 по 1669 год.
12 (22) декабря 1666 года состоялось третье, заключительное по делу Никона, заседание Собора в Благовещенской церкви Чудова монастыря.
В грамоте, подписанной всеми архиереями Русской церкви Большого Московского собора, а также иерархами (патриархами, митрополитами, архиепископами, епископами) греческих поместных церквей от 12 декабря, указаны преступления, из-за которых Никон извержен из патриаршества и священства судом поместного собора Русской церкви:

1. Он досадил великому государю, вторгаясь в дела не подлежащие патриаршему сану и власти;
2. Своевольно отрекся от патриаршества и бросил паству, однако не отказался «действовать архиерейская»;
3. Основывал монастыри с незаконными именами: Новый Иерусалим, Голгофа, Вифлеем, Иордан, «глумяся и ругаяся над божественными вещами»;
4. Величал себя патриархом Нового Иерусалима, разбойнически похищал имущества для своих монастырей;
5. Не допускал поставления нового патриарха в Москве, отлучал архиереев без всякого следствия и суда, глумился над двумя архиереями, называя одного Анной, а другого Каиафой, а двух бояр – одного Иродом, а другого Пилатом;
6. Явился на собор не смиренно, поносил здесь патриархов и греческие правила; в своих письмах к патриархам называл царя латиномудрствующим и его мучителем; также синклит и всю российскую церковь впадающей в латинские догматы»;
7. Не архиерейскую употреблял кротость, но мучительски наказывал священных лиц.

За эти преступления Никон был извержен из священства и стал простым монахом.
Монах Никон после соборного суда и извержения был сослан в Ферапонтов Белозерский монастырь; после смерти Алексея Михайловича был переведён под более строгий надзор в Кирилло-Белозерский монастырь.

## Смерть и посмертная судьба
После смерти царя Алексея Михайловича престол перешёл к его сыну Фёдору Алексеевичу, который сочувствовал Никону. Есть сведения, что новый царь обдумывал предложенный Симеоном Полоцким план по созданию на территории Российского царства четырёх патриархий и папского престола, предназначавшегося для Никона. В 1681 году тому, уже тяжело больному, было разрешено вернуться в Воскресенский Новоиерусалимский монастырь, на пути к которому он скончался 17 августа в Николо-Тропинском приходе напротив Ярославля, в устье реки Которосли.
Царь Фёдор Алексеевич настоял на отпевании Никона как патриарха, несмотря на протесты патриарха Московского Иоакима, который отказался отпевать и поминать Никона как патриарха на основании того, что решение поместного собора Русской церкви — Большого Московского собора и соборного суда (бывшего на этом поместном соборе), извергшего Никона из священства за предъявленные ему обвинения, считал справедливым и правильным.
26 августа 1681 года Никон был погребён, согласно его завещанию, в южном приделе (Усекновения главы Иоанна Предтечи) собора Воскресенского Новоиерусалимского монастыря. Фёдор Алексеевич читал кафизмы и Апостол и пел всё последование погребения вместе со своими певчими, со слезами целовал его десницу.
В 1682 году Фёдор Алексеевич исходатайствовал у восточных патриархов разрешительные грамоты. В них повелевалось причислить Никона к лику патриархов и поминать в таком звании открыто. Грамота патриарха Константинопольского Иакова от 5 мая 1682 года указывала:

Преподобныя памяти, возлюбленный брат наш, господин Никон, бывший патриарх Московский и всея Руссии, вместо воздаяния и мздовоздаяния, показания ради долгаго преподобничества и терпения, имеет прощение и разрешение от приключившагося ему соборного извержения, и да будет прощен в нынешнем веце и в будущем от Отца и Сына и Св. Духа, Святыя и Живоначальныя Троицы; восприяв же духовный хитон архиерейства, да приимет, яко патриарх, всегда церковное поминовение, поминаем с прочими патриархами Московскими во священных диптихах, и по всяким именованным временам священных церковных проследованиях безсумненно да сочетается въяве в сочисление прочих патриархов Московских, патриархом же; являемо и именуемо и поминаемое ни един да несопротивится, подлинно тако да будет! Тем же во оправдание издадеся сие прощение его.
Грамоты патриархов — Александрийского Парфения, Антиохийского Неофита и преемника его Кирилла и Иерусалимского Досифея были совершенно такого же содержания.
Религиовед Вильям Шмидт отмечал, что после смерти Никона русские православные люди выходили встречать, славить и оплакивать своего Патриарха. Ещё не дожидаясь формального восстановления Никона в патриаршем достоинстве, народ припадал к нему как к святителю-исповеднику и страстотерпцу. Тогда обнаружилось, что русский народ любит и чтит патриарха Никона, верит в его праведность. Кафолическая церковь охотно и с радостью разрешала Никона, восстанавливая его в патриаршем достоинстве и причисляя к лику первопрестольных Святейших Московских Патриархов. У гробницы святейшего патриарха Никона в Воскресенском монастыре с конца XVII века по начало XXI века происходили многие чудесные исцеления.
В синодальный период под влиянием цензуры документы, касающееся заседаний Большого Московского собора — суда над Никоном (соборное определение о преступлениях Никона и соборная грамота о извержении из священства Никона), не печатали в составе официально издававшихся документов «Деяния Великого Московского Собора 1666-67 года».
В 2013 году гробница патриарха Никона была вскрыта археологами, но был обнаружен только пустой саркофаг — гробница ранее подверглась разграблению.

## Памятники Никону
В 1862 году скульптура Никона была включена в число фигур на «Памятнике Тысячелетию России» в Великом Новгороде.
В 2005 году четырёхсотлетие со дня рождения патриарха Никона было отмечено возведением в селе Вельдеманово на месте дома, в котором патриарх провёл детство, памятника-часовни. В рамках этого под горою был облагорожен родник и сделана купальня. Рядом с памятником поставили поклонный крест от мордовского народа.
5 августа 2006 года в канун 325-й годовщины со дня смерти патриарха Никона в Саранске открыт и освящён патриархом Алексием II памятник Никону. Автор монумента — мордовский скульптор Николай Филатов.

## Киновоплощения
- Александр Парра в художественном фильме «Гулящие люди», СССР, 1988 год.
- Валерий Гришко в историческом сериале «Раскол», Россия, 2011 год.